# Frévillers
Frévillers là một xã của tỉnh Pas-de-Calais, thuộc vùng Hauts-de-France, miền bắc nước Pháp.

## Liên kết ngoài

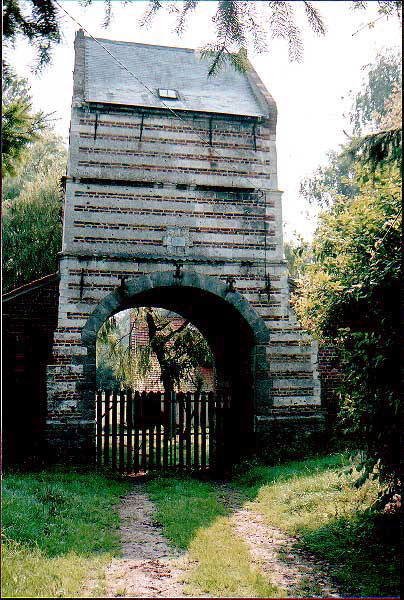
The old gatehouse
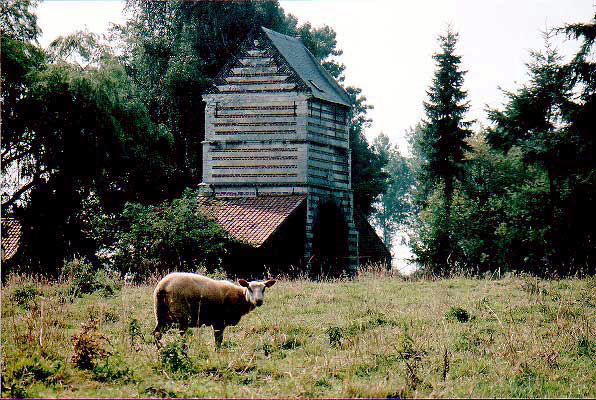
Sheep and the gatehouse

## Dân số
| 1962                                                           | 1968 | 1975 | 1982 | 1990 | 1999 |
| -------------------------------------------------------------- | ---- | ---- | ---- | ---- | ---- |
| 232                                                            | 235  | 231  | 226  | 232  | 253  |
| Census count starting from 1962: Population without duplicates |      |      |      |      |      |